# Вторжение на Гваделупу (1759)
Вторжение на Гваделупу (анг. Invasion of Guadeloupe) — британская военная экспедиция против французского острова Гваделупа с января по май 1759 года в рамках Семилетней войны. Большие британские силы прибыли в Вест-Индию, намереваясь захватить французские владения. После полугодовых попыток захватить Гваделупу они наконец-то добились официальной сдачи острова, всего за несколько дней до того, как прибыли французские подкрепления под командованием адмирала Максимена де Бомпара.

## Предыстория
Для того, чтобы отвлечь французские войска из Германии, Уильям Питт решил, что англичане должны нападать на французские владения по всему миру. Британские войска были направлены для диверсионных операций к побережью Франции, в Сен-Мало и Шербур. Экспедиция в западной части Африки захватила французский форпост в Сенегале. В Северной Америке британцы атаковали Луисбург и Квебек. В Индии Роберт Клайв выиграл сражение при Плесси.
В 1759 году Питт обратил внимание на Вест-Индию, в частности, на французские острова Мартиника и Гваделупа, и решил их захватить. Генерал-майор Перегрин Хопсон, губернатор Новой Шотландии до начала войны, был назначен главнокомандующим, а полковник Джон Баррингтон его адъютантом.
12 ноября 1758 года транспорты, в сопровождении 8 линейных кораблей коммодора Хьюза, отплыли с попутным ветром на запад. 3 января 1759 года британская экспедиция достигла Барбадоса, где коммодор Джон Мур присоединился к ней с двумя линейными кораблями и взял на себя командование флотом. Общая численность экспедиционного отряда насчитывала около 6800 человек.
Основной целью атаки была Мартиника. Хопсон высадил свои войска вблизи Форт-Рояла и вступил в бой против французов, потеряв 100 солдат убитыми и ранеными. Не зная местности, британцы прекратили атаку и решили атаковать порт Сен-Пьер, но оборона были крепкой, и Хопсон отказался от нападения на Мартинику и двинулся к Гваделупе.

## Битва

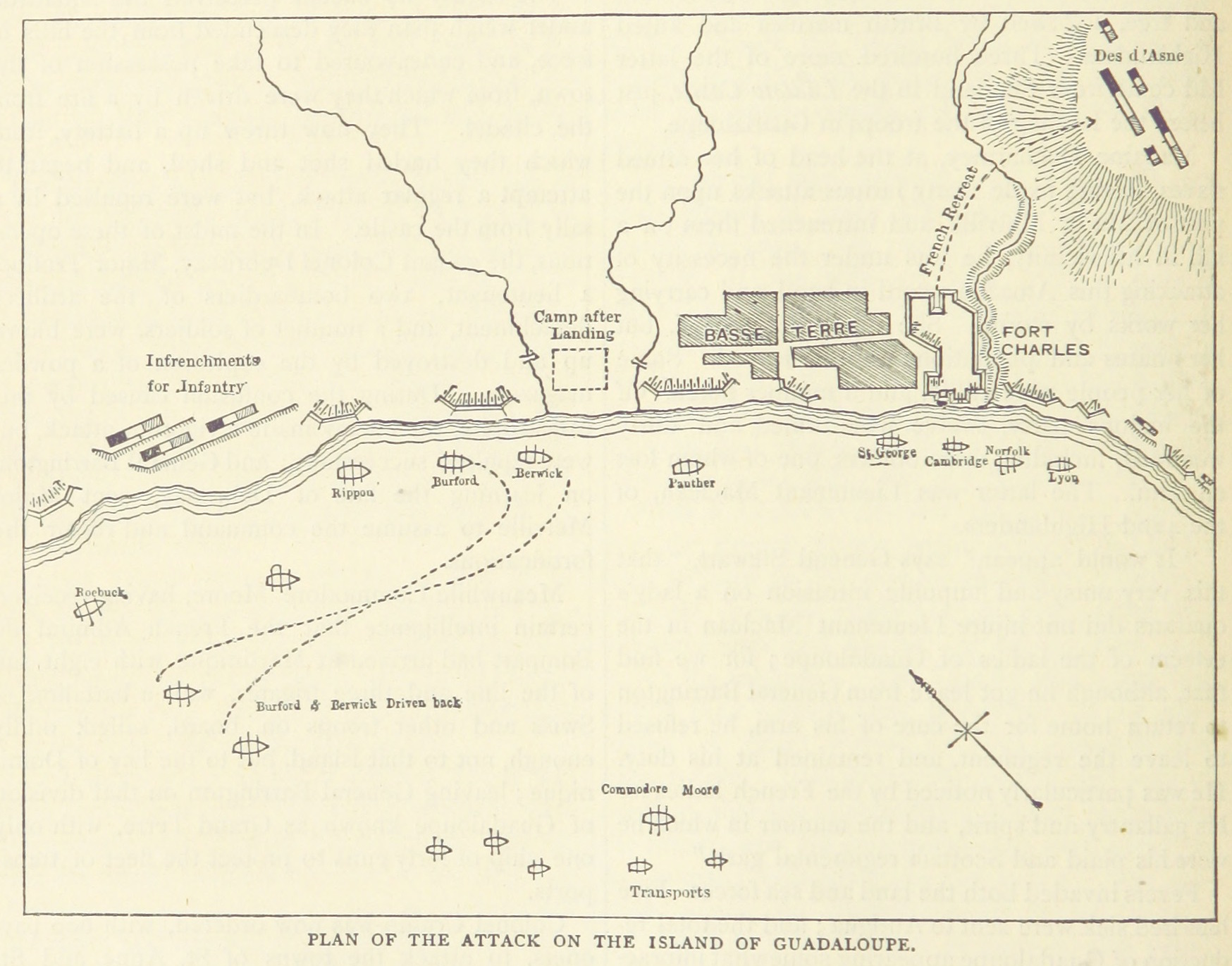
Карта начального этапа вторжения

Флот прибыл к Бас-Теру 22 января и открыл огонь по городу, нанеся ему значительный ущерб. На рассвете 24 января английские войска были высажены на берег и преодолели около 5 км, пока не встретили сильные укрепления французов в горной местности.
К тому времени около 1500 человек (четверть контингента) заболели жёлтой лихорадкой. Сам Хопсон также заболел и 27 февраля умер, оставив командование Баррингтону. Британский экспедиционный отряд был уже на грани распада: более 600 раненых были направлены в Антигуа, ещё 1600 человек болели. Боевой дух остальных был крайне низок, людей не хватало даже для выставления караулов.
К счастью для британского десанта, в это время Джон Мур, самостоятельный в проведении военно-морских операций, направил свои корабли в обход острова и атаковал крепость в Фор-Луи. Крепость быстро сдалась, и Мур оставил в ней гарнизон из 300 горцев и морских пехотинцев. Баррингтон в таких условиях решил не медлить и атаковал французов с трех сторон, вынудив французского губернатора Надо дю Трея капитулировать 1 мая 1759 года.

## Последствия
Остров был завоеван, но тяжелый местный климат сурово обошелся с завоевателями: к концу 1759 года почти 800 солдат и офицеров гарнизона нашли свои могилы на Гваделупе. Остров был возвращен Франции после Парижского договора (1763), в обмен Франция отказалась от своих претензий на Канаду.